# Ordem Executiva 13985
A Ordem Executiva 13985, oficialmente intitulada Promovendo a Equidade Racial e o Apoio às Comunidades Carentes por Meio do Governo Federal, é a primeira ordem executiva assinada pelo presidente dos Estados Unidos, Joe Biden, em 20 de janeiro de 2021. Ela orienta o governo federal a revisar as políticas das agências para levar em conta as desigualdades raciais na sua implementação.

## Disposições
De acordo com a ordem, crises econômicas, de saúde e climáticas convergentes expuseram e exacerbaram desigualdades. Portanto, a ordem anuncia que a administração Biden adotará uma abordagem abrangente para promover a equidade para todos, em particular, combatendo o racismo sistêmico. Ao promover a igualdade no governo federal, podemos gerar oportunidades para fortalecer bairros historicamente negligenciados, beneficiando a todos. Um estudo, por exemplo, sugere que diminuir as divisões raciais em salários, empréstimos imobiliários, oportunidades de empréstimo e acesso ao ensino superior resultaria em US$ 5 trilhões a mais na economia dos EUA nos próximos cinco anos. O objetivo do governo federal em promover a equidade é proporcionar a todos a chance de alcançar seu pleno potencial.
Cada agência deve examinar, de acordo com esses objetivos, se seus programas e políticas mantêm obstáculos estruturais às oportunidades e benefícios para pessoas de cor e outros grupos carentes e em que medida. Essas avaliações permitiriam melhor às agências formular políticas e programas que fornecem recursos e benefícios equitativos para todos.

## Efeitos
Dentro de sessenta dias a partir da data da ordem, os chefes dos departamentos federais devem considerar interromper, revisar ou rescindir toda atividade relacionada ou decorrente da Ordem Executiva 13950 de Donald Trump.
A ordem estabeleceu um Grupo de Trabalho Interagências sobre Dados Equitativos, consistindo de vários chefes de departamentos.